# Volem rien foutre al païs
Volem rien foutre al païs es una película documental francesa de Pierre Carles, Christophe Coello y Stéphane Goxe, estrenada en 2007. Este documental está distribuido por Shellac Films.

## Descripción
- Realización: Pierre Carles, Christophe Coello y Stéphane Goxe
- Producción: Annie Gonzalez para CP Productions
- Fecha de salida: 7 de marzo de 2007
- Película francesa
- Género: documental
- Duración: 107 minutos

## Sinopsis
Volem rien foutre al païs sigue el camino de Attention danger travail que tiene en particular los mismos codirectores, y busca alternativas experimentadas por personas que podemos asociar, por la mayoría, al movimiento del Decrecimiento. Estas proposiciones, entre las cuales existen soluciones abiertamente subversivas, están dados sin orden aparente, tal cual.